# Glenn Ressler
Glenn Emanuel Ressler (Contea di Northumberland, 21 maggio 1943) è un ex giocatore di football americano statunitense che ha militato nel ruolo di offensive lineman nella National Football League (NFL).

## Carriera
Johnson al college giocò a football con i Penn State Nittany Lions dove fu premiato come All-American e vinse il Maxwell Award come miglior giocatore nel football universitario. Fu scelto nel corso dell terzo giro (36º assoluto) del Draft NFL 1965 dai Baltimore Colts e nel terzo giro del Draft AFL 1965 dai Denver Broncos. Optò per firmare per i Colts e con essi passò tutta la carriera, fino al 1974. Prese parte a due Super Bowl: il Super Bowl III, perso a sorpresa contro i New York Jets dell'American Football League e il Super Bowl V vinto contro i Dallas Cowboys due anni dopo per 16-13. Nel 2001 fu introdotto nella College Football Hall of Fame.

## Palmarès

### Franchigia
- Campionati NFL : 1

Baltimore Colts: 1968
- Super Bowl : 1

Baltimore Colts: V
- American Football Conference Championship: 1

Baltimore Colts: 1970

### Individuale
- Second-team All-Pro: 1

1968
- Maxwell Award - 1964
- College Football Hall of Fame (classe del 2001)